# Cernay-lès-Reims
 Cernay-lès-Reims  es una población y comuna francesa, en la región de Champaña-Ardenas, departamento de Marne, en el distrito de Reims y cantón de Beine-Nauroy.

## Demografía
| 684 | 947 | 1002 | 1160 | 1152 | 1210 |
| Para los censos de 1962 a 1999 la población legal corresponde a la población sin duplicidades (Fuente: INSEE [Consultar]) |     |      |      |      |      |